# Swakop
Lo Swakop è uno dei principali fiumi della Namibia occidentale. Scorre attraverso un tratto di deserto del Namib e sfocia nell'Oceano Atlantico nei pressi dei sobborghi meridionali della città di Swakopmund, il cui nome, in tedesco, significa proprio "bocca (foce) dello Swakop". Il fiume rimane asciutto per lunghi periodi. Nell'arco di millenni, il corso dello Swakop ha dato origine a un complesso di canyon e fenomeni erosivi che prende il nome di Moon Valley ("valle della Luna") a causa del suo aspetto surreale e desolato. Nella zona abbondano le Welwitschia mirabilis, straordinarie piante che possono raggiungere diverse migliaia di anni di età.
Nonostante l'andamento stagionale del fiume, le sue acque alimentano alcune modeste coltivazioni di pomodori, asparagi e olive. La presenza di falde acquee sotterranee lungo il basso corso del fiume rende possibile l'approvvigionamento idrico della città di Swakopmund, che appunto è stata costituita in tale luogo per la disponibilità di tale risorsa. 

## Etimologia del nome
Il nome "Swakop" fu assegnato al fiume dai coloni tedeschi, ed è una distorsione del nome Tsoakhaub usato dai Nama; in lingua nama, questa parola si riferisce letteralmente agli "escrementi", ed è da associarsi all'aspetto torbido delle acque del fiume, che nei rari periodi di piena trasportano all'oceano detriti, fango, sabbia, frammenti di vegetazione e carcasse di animali morti. Nella pronuncia dei coloni tedeschi, Tsoakhaub divenne prima Swachaub; nel 1896 fu adottata ufficialmente la trascrizione odierna.